# Henriette de Nassau-Weilbourg (1780-1857)
Pour les articles homonymes, voir Henriette de Nassau-Weilbourg.
La princesse Henriette de Nassau-Weilbourg, puis de Nassau (22 avril 1780, à Kirchheimbolanden – 2 janvier 1857, à Kirchheim unter Teck), est la fille du prince Charles-Christian de Nassau-Weilbourg et de Caroline d'Orange-Nassau, fille de Guillaume IV, Prince d'Orange. 

## Le mariage et les enfants
Ses sœurs se marient selon leur rang et elle-même se marie à Hermitage, près de Bayreuth, le 28 janvier 1797 avec Louis-Frédéric de Wurtemberg, fils du duc Frédéric-Eugène de Wurtemberg.
Ils ont cinq enfants:
- Marie-Dorothée de Wurtemberg (1797-1855), épouse en 1819 Joseph de Habsbourg-Lorraine (1776-1847) dont la fille Marie-Henriette épouse en 1853 le futur Léopold II
- Amélie de Wurtemberg (28 juin 1799 – 28 novembre 1848), épouse en 1817 Joseph de Saxe-Altenbourg (1789-1868) dont la fille Marie épouse en 1843 le roi Georges V de Hanovre
- Pauline-Thérèse de Wurtemberg (1800-1873), épouse en 1820, son cousin Guillaume Ier de Wurtemberg et sera la mère du roi Charles Ier de Wurtemberg
- Élisabeth-Alexandrine de Wurtemberg (1802-1864), mariée en 1830 avec Guillaume de Bade (1792-1859)
- Alexandre de Wurtemberg (1804-1885) (9 septembre 1804 – 4 juillet 1885), qui a fondé une branche cadette de la Maison de Wurtemberg, connu sous le nom ducs de Teck.

Sa nièce et homonyme épouse en 1815 l'archiduc Charles d'Autriche et est la mère du fameux archiduc Albert et de la reine des Deux-Siciles Marie-Thérèse. Seule membre de la maison impériale à être protestante, elle est inhumée malgré sa religion dans la crypte des capucins.